# R&B Jumpoff Vol. 29
R&B Jumpoff vol. 29 to album amerykańskiego rapera Big Mike i producenta Big Stress, utrzymany w stylistyce R&B. W nagraniu płyty brali również udział muzycy hip-hopowi, takich jak Fabolous, czy Jadakiss. Na okładce można zobaczyć Ushera, Rihannę i R. Kelly’ego.

## Lista utworów
1. "This Is Why I'm Hot" (R. Kelly)
2. "Blow It Up" (R Kelly featuring Young Jeezy & Young Dro)
3. "Umbrella" (Rihanna featuring Jay-Z)
4. "Make It Rain" (Usher)
5. "Call Me Crazy" (Ne-Yo featuring Jay-Z)
6. "Icebox (Remix)" (Omarion featuring Usher & Fabolous)
7. "Dear Father (Hot)" (Nicole Wray)
8. "First Time" (Fabolous featuring Rihanna)
9. "Make Me Better" (Fabolous featuring Ne-Yo)
10. "Shook" (Lloyd featuring T.I.)
11. "Im A Furt (Remix)" (R. Kelly featuring T-Pain & T.I.)
12. "Annoymous" (Bobby V featuring Timbaland)
13. "On The Hotline (Remix)" (Pretty Ricky featuring Jim Jones & Missy)
14. "Its All On You" (Kelly Rowland featuring Eve)
15. "Heaven (Remix)" (John Legend featuring Jadakiss)
16. "Glamorous Life (Remix)" (Fergie featuring Ludacris)
17. "The Sweet Escape (Remix)" (Gwen Stefani featuring Akon)
18. "Shawty" (Plies featuring T-Pain)
19. "Video" (featuring Johnta Austin featuring DJ Unk)
20. "Teach Me" (Musiq Squlchild)
21. "Gimme A Try" (Kamaflage featuring G Kid)